# オスカー・ココシュカ
オスカー・ココシュカ（ドイツ語: Oskar Kokoschka, 1886年3月1日 - 1980年2月22日）は、20世紀のオーストリアの画家、劇作家。
クリムト、シーレと並び、近代オーストリアを代表する画家の一人である。表現主義に分類されることが多いが、ココシュカはウィーン分離派、「青騎士」、「ブリュッケ」などの当時の芸術運動やグループには参加せず、終始独自の道を歩んだ。

## 生涯
ココシュカは少年時代をウィーンで過ごし、1909年までウィーンの工芸学校で学んだ。20歳代には、建築家ヨーゼフ・ホフマンの主宰した「ウィーン工房」に参加し、装飾美術の仕事をしている。また、挿絵入り詩集を発表し、当初は画家というよりは詩人、装飾美術家として知られていた。
1910年、表現主義の雑誌『シュトルム』（嵐）の発行人であり、同名の画廊の経営者でもあったヘルヴァルト・ヴァルデンの招きで一時ベルリンに滞在し、『シュトルム』誌の同人にもなっている。同じ年に描かれた『ヴァルデンの肖像』は、画面やや左寄りに真横を向いて立つモデルを描いた風変わりな肖像で、ココシュカの代表作の一つに数えられている。
当初、ウィーンではあまり評価されないどころか、反感を買った。皇位継承者フランツ・フェルディナント大公は、1911年に「あいつ（ココシュカ）をぶちのめしてやりたい」と言ったという。
その頃、ココシュカは作曲家グスタフ・マーラーの未亡人、アルマ・マーラーと恋愛関係にあり、1913年にはアルマとともにイタリアへ旅行している。ココシュカのもっとも有名な作品の一つである『風の花嫁』（1913年）はアルマとともにいる画家自身を描いたものである。
その後ココシュカは第一次世界大戦に従軍。アルマは1915年に別の男性（建築家ヴァルター・グロピウス）と結婚して、2人の関係はあっけなく終止符を打った。大戦で頭部に傷を負ったココシュカは、しばらくは戦争と失恋の傷から癒えることがなかった。アルマと等身大の人形をつくり、馬車で外出する際にも人形を連れていったという逸話が残っている。1922年のある日、ココシュカは酒に酔った勢いで人形の頭を割り、画家と人形の異常な関係はようやく終止符を打ったという。
ココシュカは1917年から1924年まではドイツのドレスデンに滞在し、1920年にはドレスデン美術大学の教授になっている。ナチス政権下の1933年にはプラハに逃れ、第二次世界大戦の前後はロンドンで過ごすなど、コスモポリタン的な生活を続けた。
第二次大戦後はスイスに定住し、毎年、オーストリアのザルツブルクで美術セミナーの講師を務めるなど、後進の育成にあたった。
1960年、エラスムス賞受賞。1980年、スイスのモントルーで没した。

## 代表作
- ヴァルデンの肖像（1910）（シュトゥットガルト、国立美術館）
- アルマ・マーラーの肖像（1912）（東京国立近代美術館）
- 風の花嫁（1914）（バーゼル市立美術館）
- 絵筆を持つ自画像(1914)（豊田市美術館）